# (1310) Филлигера
(1310) Филлигера (нем. Villiger) — астероид, относящийся к группе астероидов пересекающих орбиту Марса и принадлежащий к светлому спектральному классу S. Он был открыт 28 февраля 1932 года немецким астрономом Фридрихом Швассманом в обсерватории Гамбурга и назван в честь швейцарского астронома Аугустина Филлигера.

Орбита астероида Филлигера и его положение в Солнечной системе
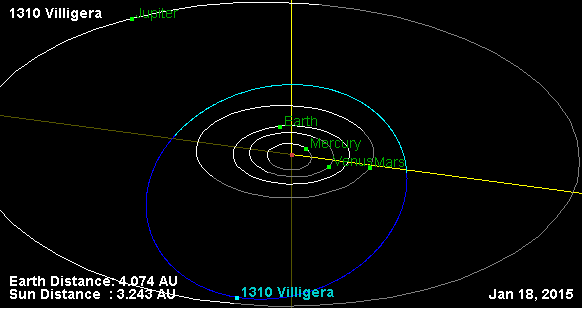
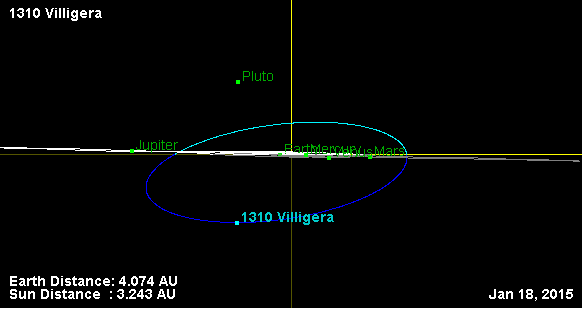